# Municipio de Richland (condado de Marshall, Illinois)
El municipio de Richland (en inglés: Richland Township) es un municipio ubicado en el condado de Marshall en el estado estadounidense de Illinois. En el año 2010 tenía una población de 446 habitantes y una densidad poblacional de 4,78 personas por km².

## Geografía
El municipio de Richland se encuentra ubicado en las coordenadas 40°58′19″N 89°19′45″O / 40.97194, -89.32917. Según la Oficina del Censo de los Estados Unidos, el municipio tiene una superficie total de 93.26 km², de la cual 93,23 km² corresponden a tierra firme y (0,04 %) 0,03 km² es agua.

## Demografía
Según el censo de 2010, había 446 personas residiendo en el municipio de Richland. La densidad de población era de 4,78 hab./km². De los 446 habitantes, el municipio de Richland estaba compuesto por el 97,53 % blancos, el 0,45 % eran afroamericanos, el 0,22 % eran asiáticos, el 1,57 % eran de otras razas y el 0,22 % eran de una mezcla de razas. Del total de la población el 1,57 % eran hispanos o latinos de cualquier raza.